# Croil Island
Croil Island ist eine unbewohnte Insel im Sankt-Lorenz-Strom im Gebiet der Town of Louisville in St. Lawrence County im US-Bundesstaat New York. Die Insel umfasst 796 acre (3,22 km²) und steht als unbebauter Croil Island State Park unter Naturschutz.

## Geographie
Die Insel gehört zu den tausenden Inseln, die im Sankt-Lorenz-Strom liegen. Zugleich liegt sie an der Grenze zwischen den Vereinigten Staaten und Kanada. Die Insel erstreckt sich im Strom von Südwesten nach Nordosten und weist nur am Nordrand einige kleine Buchten auf. Sie nimmt in etwa die Form eines Fußabdruckes an. Die Nordspitze wird als Talcotts Point bezeichnet. Nördlich des südlichen Endes liegen drei weitere winzige Inselchen und auch im Osten befinden sich zwei Inseln am Kanal Big Sny, die zum State Park gehören. Knapp 500 m weiter westlich schließt sich auf kanadischer Seite die Insel Morrison Island an und nach Norden, ebenfalls auf kanadischem Territorium reihen sich in South Stormont (Ontario) mit Bredin Island und den Woodlands Islands ein dutzend kleine Inselchen aneinander. Die nächstgelegenen namhaften Inseln auf amerikanischer Seite sind Wilson Hill Island im Süden und Long Sault Island im Nordosten.
Die Fahrrinne des Saint Lawrence Seaway verläuft südlich der Insel. Die Insel ist dicht bewaldet.

## Geschichte
Die Insel galt vor 1818 als britisches Territorium, dann wurde sie offiziell an die Vereinigten Staaten übertragen.
Croil Island hat ihren Namen von der schottischen Familie, die in der Mitte des 18. Jahrhunderts auf der Insel Landwirtschaft betrieb. Bevor William Croil 1835 die Insel erwarb, war sie als Stacey Island bekannt. Weitere historische Namen sind: Baxter Island, Grand Eddy Island, Ile au Chamailles, Tsiiowenokwakarate und Upper Sault Island.
Ein Prozess um Landansprüche der Akwesasne eines St. Regis Mohawk-Stammes in den 1980er Jahren wurde vom United States District Court for the Northern District of New York negativ beschieden. Erst 2013 wurde der Landanspruch des Stammes endgültig abgelehnt, während die Ansprüche auf andere Gebiete bestätigt wurden.

## Croil Island State Park
Croil Island steht heute als Croil Island State Park unter Naturschutz. Der State Park hat keine Infrastruktur und wird vom New York State Office of Parks, Recreation and Historic Preservation verwaltet. Das Land gehört der New York Power Authority. Die Insel ist ein beliebtes Ziel für Outdoor-Enthusiasten, es gibt jedoch Probleme mit Vermüllung und illegalem Camping (2011).